# La Bruguière
La Bruguière é uma comuna francesa na região administrativa da Occitânia, no departamento de Gard. Estende-se por uma área de 16.43 km², e possui 329 habitantes, segundo o censo de 2018, com uma densidade de 20 hab/km².